# Condado de Ciechanów
Nota linguística: Não confundir hrabstwo (condado) com powiat (divisão administrativa)..
Condado de Ciechanów (polaco: powiat ciechanowski) é um powiat (condado) da Polónia, na voivodia de Mazóvia. A sede do condado é a cidade de Ciechanów. Estende-se por uma área de 1062,62 km², com 91 502 habitantes, segundo os censos de 2005, com uma densidade 86,11 hab/km².

## Divisões admistrativas
O condado possui:
Comunas urbanas: Ciechanów
Comunas urbana-rurais: Glinojeck
Comunas rurais: Ciechanów, Gołymin-Ośrodek, Grudusk, Ojrzeń, Opinogóra Górna, Regimin, Sońsk
Cidades: Ciechanów, Glinojeck

## Demografia
População (dados de 30 de Junho de 2005):
|          | Total   | Total | Mulheres | Mulheres | Homens  | Homens |
| -------- | ------- | ----- | -------- | -------- | ------- | ------ |
|          | pessoas | %     | pessoas  | %        | pessoas | %      |
| Total    | 91 502  | 100   | 46 620   | 50,9     | 44 882  | 49,1   |
| Cidades  | 49 204  | 100   | 25 716   | 52,3     | 23 488  | 47,7   |
| Povoados | 42 298  | 100   | 20 904   | 49,4     | 21 394  | 50,6   |